# Borgore
Asaf Borger (héberül: אסף בורגר; született Tel-Aviv, 1987. október 20.–), művésznevén Borgore, egy izraeli EDM producer Énekes és DJ. A Buygore Records alapítója, valamint az egykori izraeli death metal banda, a Shabira dobosa. Tagja az Alphamale Primates duónak, amit Tomba-val együtt alkotnak. Egyedi stílusát gorestep-nek titulálva zenéje egyesíti a tripla dobmintákat heavy metal hatásokkal. Néhány dala horrorfilmekhez, tanyasi állatokhoz és szexhez hasonlíthatóak. Zenéit a Spinnin' Records , Sumerian Records, Buygore Records és a Dim Mak Records kiadók publikálják. 2012-ben jelent meg Decisions című dala, Miley Cyrus háttérvokáljával.  Saját lemezkiadója, a Buygore Records olyan előadókat tettek híressé, mint a Document One, Marco Del Horno, de még Rusko néhány dalát is ő adta ki. A Buygore Records jelenleg a következő előadókkal dolgozik: ak9, Ash Riser, BARE, DUELLE, KAYZO, Ookay, Kennedy Jones, Sikdope. Első albuma Július 8-án jelent meg és a #NEWGOREORDER nevet viseli.

## Diszkográfia

### Kiadványok

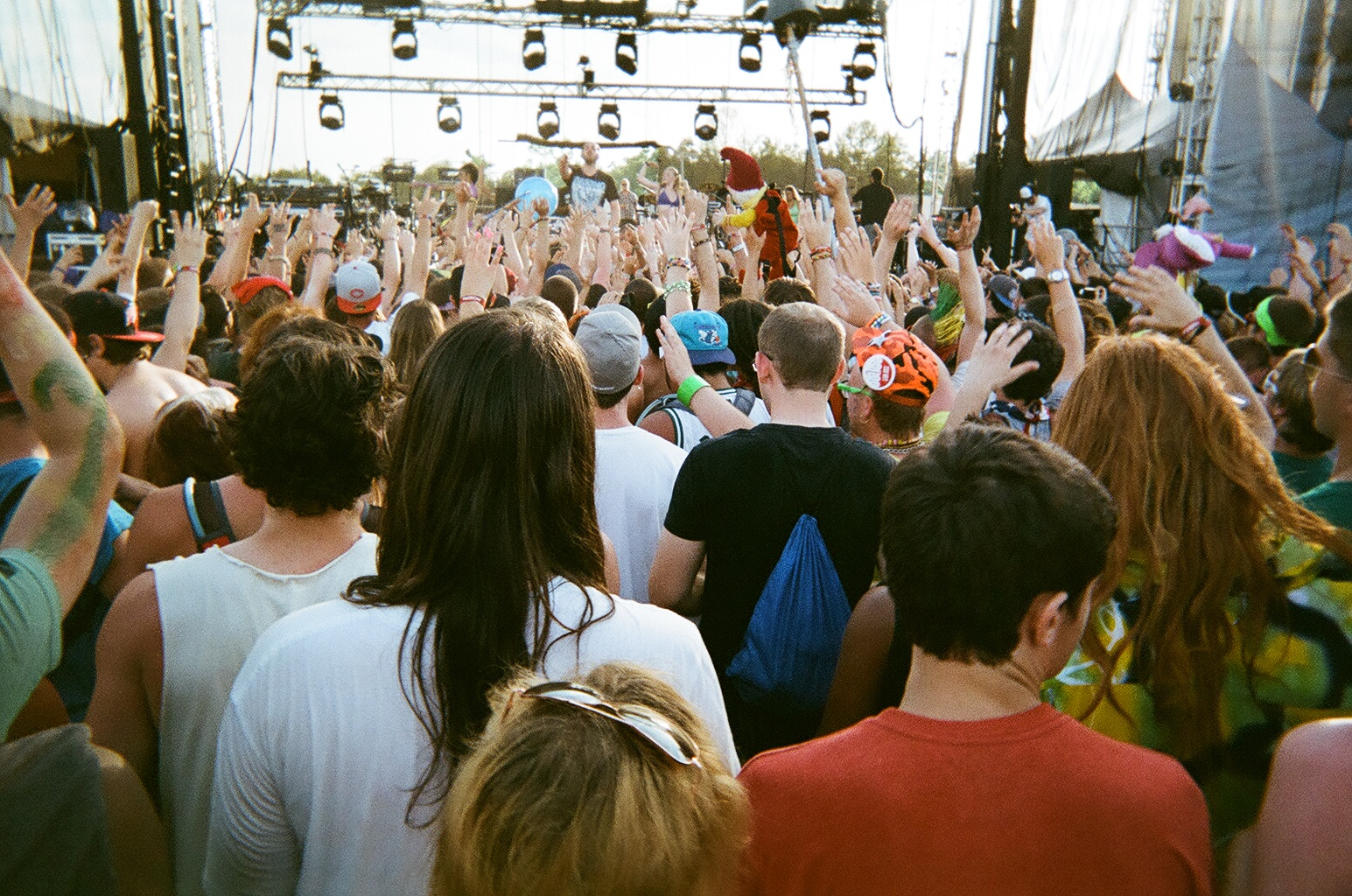
Borgore 2011. július 7-én a 10th Anniversary Camp Bisco Music Festival-on, New York-ban.

| Év   | Album                                              | Kiadó                     |
| ---- | -------------------------------------------------- | ------------------------- |
| 2009 | Gorestep: Vol. 1                                   | Shift Recordings          |
| 2009 | Ice Cream Mixtape!                                 | Self-Released             |
| 2009 | Gorestep's Most Hated                              | Self-Released             |
| 2010 | Birthday and the Black November / Ambient Dub Shit | Audio Freaks              |
| 2010 | Borgore Ruined Dubstep, Pt. 1                      | Buygore                   |
| 2010 | Borgore Ruined Dubstep, Pt. 2                      | Buygore                   |
| 2010 | Ice Cream "12                                      | Trillbass Records         |
| 2011 | Delicious EP                                       | Buygore                   |
| 2011 | The Filthiest Hits...So Far                        | Sumerian Records          |
| 2012 | Flex EP                                            | Buygore                   |
| 2012 | Borgore's Misadventures in Dubstep                 | UKF Dubstep               |
| 2012 | Decisions EP                                       | Buygore                   |
| 2012 | Turn Up EP                                         | Buygore                   |
| 2013 | Incredible (w/ Carnage)                            | Spinnin' Records          |
| 2013 | Deception (w/ Cedric Gervais)                      | Spinnin' Records          |
| 2013 | That Lean (ft. Carnage & Dev)                      | Buygore                   |
| 2013 | Legend EP                                          | Buygore                   |
| 2013 | Wayak (w/ Dudu Tassa)                              | Dim Mak Records           |
| 2013 | Wild Out (feat. Waka Flocka Flame & Paige)         | Dim Mak Records           |
| 2013 | Wild Out EP                                        | Dim Mak Records           |
| 2014 | Unicorn Zombie Apocalypse (w/ Sikdope)             | Spinnin' Records          |
| 2014 | #NEWGOREORDER                                      | Buygore / Dim mak Records |

### Remixek
| Év   | Dal                                                                        | Előadó                        |
| ---- | -------------------------------------------------------------------------- | ----------------------------- |
| 2009 | "Sentimental" (Borgore Body Remix)                                         | Onili                         |
| 2009 | "Woo Boost"                                                                | Rusko                         |
| 2009 | "Womanizer"                                                                | Britney Spears                |
| 2009 | "No Love" (Borgore and Jazzsteppa Remix)                                   | Jellybass and Brother Culture |
| 2010 | "Sleepyhead"                                                               | Passion Pit                   |
| 2010 | "It Never Ends" (Borgore VIP Remix)                                        | Bring Me The Horizon          |
| 2010 | "I Don't Wanna Die"                                                        | Hollywood Undead              |
| 2010 | "Spirit Road"                                                              | UltraBlack, Sluggo            |
| 2011 | "Get Over You"                                                             | Neon Hitch                    |
| 2011 | "Clint Eastwood" (Borgore's Drinking is Bad Bootleg Remix)                 | Gorillaz                      |
| 2011 | "The Final Episode (Let’s Change The Channel)" (Borgore’s Die Bitch Remix) | Asking Alexandria             |
| 2011 | "Illygirl" (Borgore Illygore Remix)                                        | M.I.A                         |
| 2011 | "Sexy and I Know It" (Borgore and Tomba Remix)                             | LMFAO                         |
| 2012 | "Kiss My Lips"                                                             | Dev                           |
| 2012 | "Molly" (Borgore Suck My Tit Remix)                                        | Cedric Gervais                |
| 2012 | "Rooster In My Rari"                                                       | Waka Flocka Flame             |
| 2012 | "Master Of Puppets"                                                        | Metallica                     |
| 2013 | "Sail"                                                                     | Awolnation                    |
| 2013 | "Please Mr. Postman" (Borgore and Luke & Skywalker Remix)                  | The Marvelettes               |
| 2013 | "Hannah Montana" (Borgore & Protohype Remix)                               | Migos                         |
| 2013 | "Hanging On Me" (Borgore & Ookay Remix)                                    | Dirtyphonics                  |